# Cunilingus

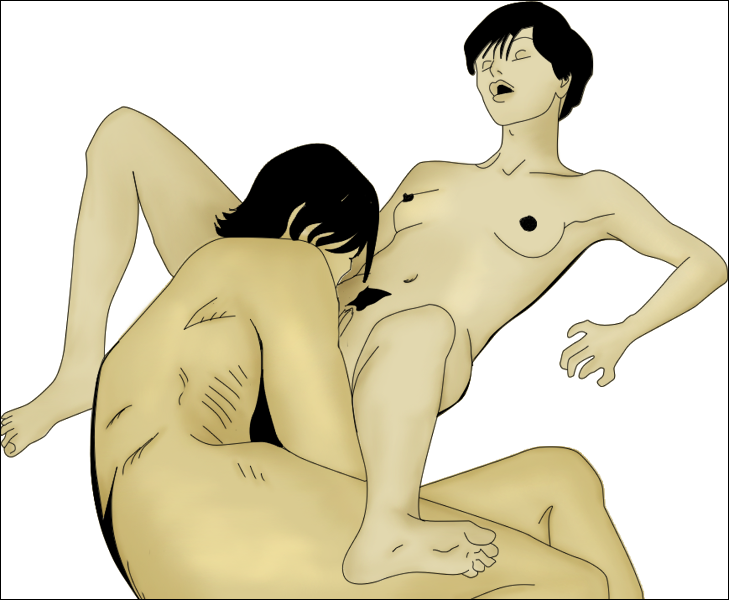
Cunilingus

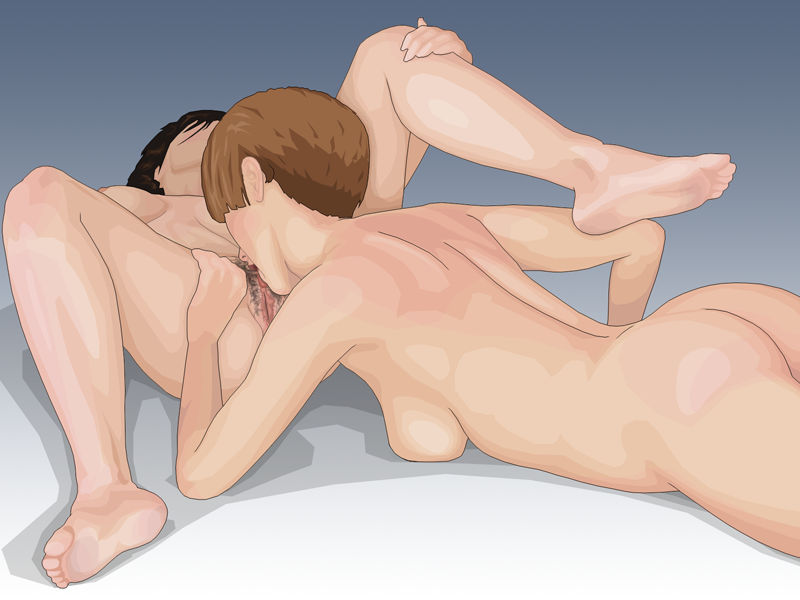
O femeie efectuând cunilingus altei femei

Cunilingus este termenul folosit pentru sexul oral oferit femeilor.